# Estadio Loro Boriçi

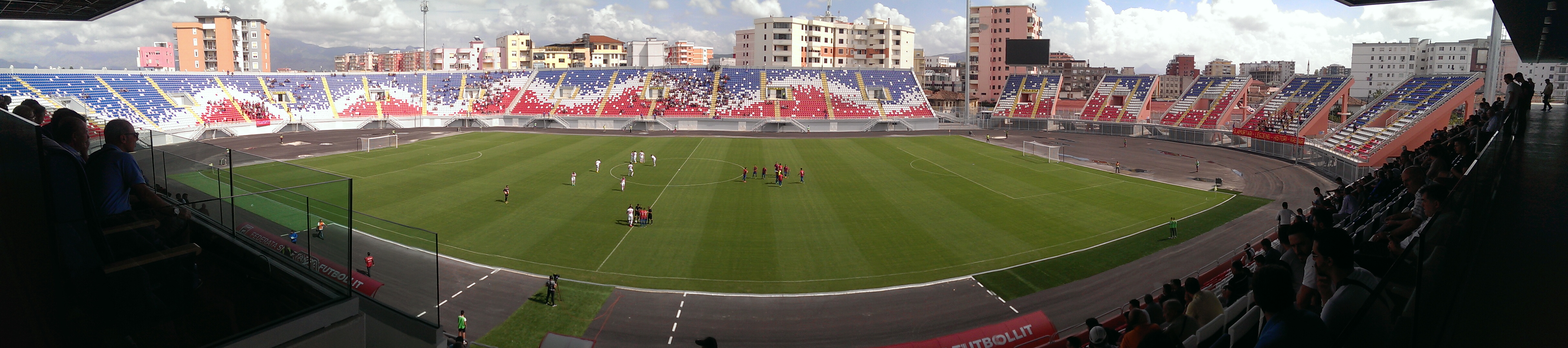
Imagen panorámica del estadio.

El estadio Loro Boriçi (en albanés: Stadiumi Loro Boriçi) es un estadio multiusos de Shkodër, Albania. Fue inaugurado en 1947 como estadio Vojo Kushi y el KS Vllaznia Shkodër disputa en el recinto sus partidos como local. El estadio tiene una capacidad para 16 000 espectadores sentados, el segundo más grande de Albania tras el Qemal Stafa, y debe su nombre al fallecido futbolista y entrenador albanés Loro Boriçi. En 2016 el estadio fue reinaugurado tras haberse reconstruido totalmente.